# 시즌 (텔레비전)
텔레비전에서의 시즌(영어: season)은 한 TV 프로그램이 방송될 때, 그 방송되는 기간 사이의 에피소드를 모은 것이다. 한 시즌의 에피소드 수는 다양하며, 국가 · 시대 · 방송 형태에 따라서 다르다. 현재 미국의 경우 지상파 방송은 풀 시즌이 22개 에피소드로 되어 있지만, 프로그램이나 계절에 따라 약간 다를 수 있다. 한국에서 TV 애니메이션 시즌을 얘기할 때는 기(期)로 번역해 얘기한다.